# Landtagswahl in Liechtenstein 1966
- FBP: 8
- VU: 7

Die Landtagswahl in Liechtenstein 1966 fand am 6. Februar statt und war die reguläre Wahl der Legislative des Fürstentums Liechtenstein. Die Fortschrittliche Bürgerpartei (FBP) gewann 8 der 15 Sitze des Landtages. Die Partei behielt die gemeinsame Koalition mit der Vaterländischen Union (VU), die 7 Sitze gewann, bei. Die seit 1939 im Wahlgesetz verankerte Sperrklausel von 18 % war 1962 nach einer Beschwerde der Christlich-sozialen Partei (CSP) für verfassungswidrig erklärt worden und wurde daher erstmals nicht mehr angewendet. Die CSP konnte dennoch in keinem Wahlkreis ein Mandat erzielen. Somit hatte das Parlament erneut keine Opposition.

## Wahlergebnis
| Partei                              | Stimmen  | Stimmen   | Stimmen   | Stimmen       | Sitze    | Sitze     | Sitze     |
| ----------------------------------- | -------- | --------- | --------- | ------------- | -------- | --------- | --------- |
| Partei                              | Oberland | Unterland | insgesamt | Stimmenanteil | Oberland | Unterland | insgesamt |
| Fortschrittliche Bürgerpartei (FBP) | 1139     | 652       | 1791      | 48,5 %        | 4        | 4         | 8         |
| Vaterländische Union (VU)           | 1149     | 432       | 1581      | 42,7 %        | 5        | 2         | 7         |
| Christlich-Soziale Partei (CSP)     | 199      | 124       | 323       | 8,7 %         | 0        | 0         | 0         |